# Adolf Nowaczyński

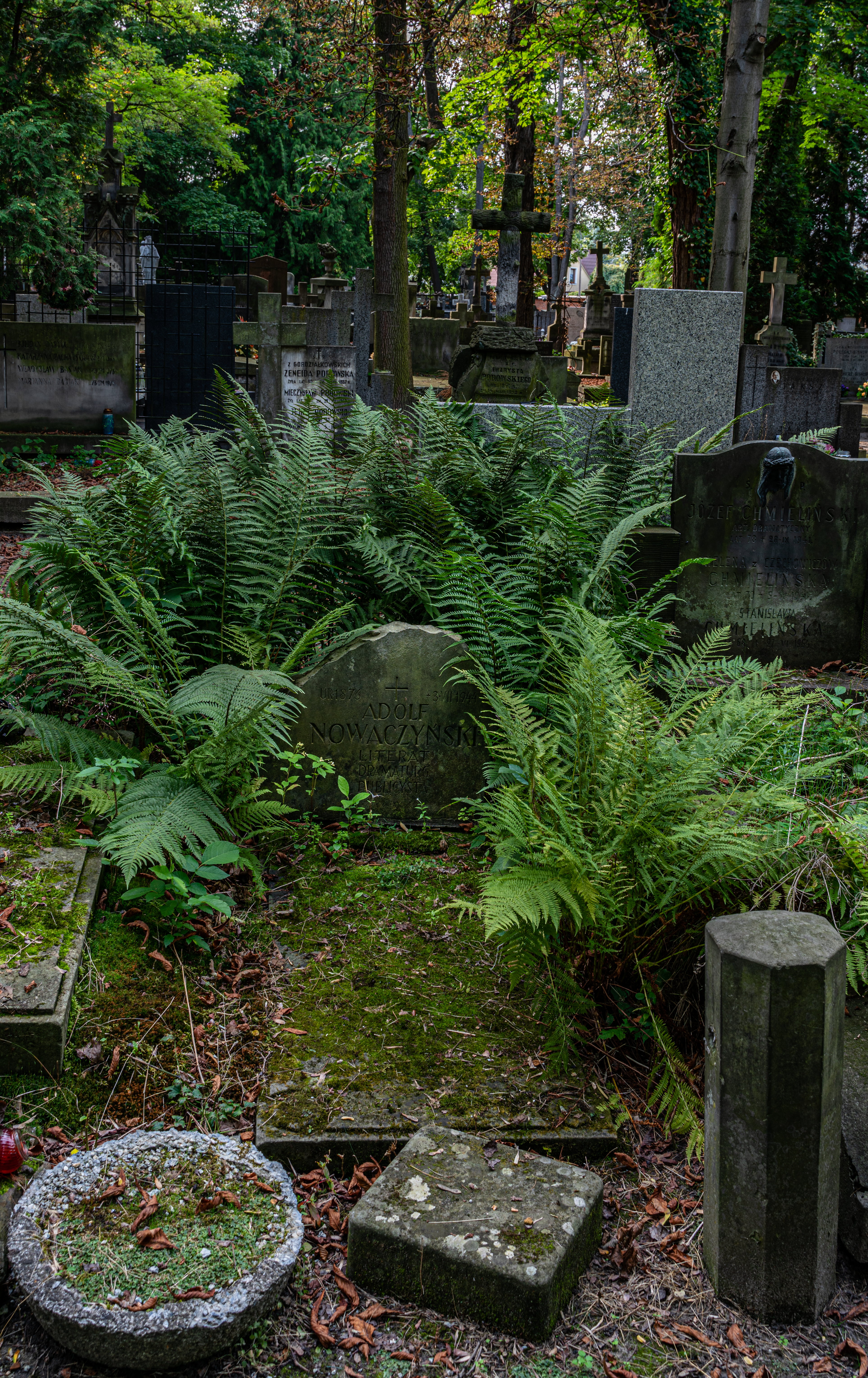
Grób Adolfa Nowaczyńskiego na cmentarzu Powązkowskim

Adolf Nowaczyński (ur. 9 stycznia 1876 w Podgórzu, zm. 3 lipca 1944 w Warszawie) – polski pisarz, dramaturg, satyryk, poeta, publicysta, eseista, krytyk, działacz polityczny i społeczny. Używał przydomku Neuwert; pseudonimów: Adolf Neuwert, Adolf Przyjaciel, Anecki N., Antisperanto, Artur Amis, Clarus, Clarus Adolf, Halban, Junius, Mścisław Kamień Młyński, Nova, Paweł Turbia Wiewiórski, Przyjaciel, Sowizdrzał i kryptonimów: a (a), a. n. (a. n.), A. N., A. Nów., ad. now., Ad. Now. (Ad. Now.), Ann., Cl., Clar., n. (n), N, N. a. (n. a.), N. N., nów, x.

## Życiorys
Syn Antoniego, radcy sądu apelacyjnego, i Ludwiki z Kornbergerów de Cronberg. Uczęszczał do gimnazjów: Marcina Wadowity w Wadowicach (1885-1887), Nowodworskiego w Krakowie (1887-1893), w Rzeszowie (1893-1895). Maturę zdał w Krakowie w Gimnazjum św. Jacka w terminie jesiennym w 1895. Studiował w Uniwersytecie Jagiellońskim na Wydziale Prawa (w roku akademickim 1895/1896) oraz literaturę na Wydziale Filozoficznym (trzy semestry, 1896-1897), uczęszczał m.in. na wykłady: Stanisława Tarnowskiego, ks. Stefana Pawlickiego, Wilhelma Creizenacha, Stanisława Windakiewicza.
Pierwsze kontakty Nowaczyńskiego z literaturą nastąpiły już w gimnazjum w Rzeszowie, gdzie zorganizował (według własnego świadectwa) pierwszy w Galicji wieczór dla uczczenia Słowackiego. Około roku 1895 związał się z Kółkiem Literackim spotykającym się w krakowskiej kawiarni Lesisza (brali w nim udział m.in. Władysław Orkan, Maciej Szukiewicz, Adam Cybulski-Łada, Edward Leszczyński, Stanisław Sierosławski). Zaangażował się w przygotowania do wydawania artystycznego pisma „Wolne Słowo” (do jego ukazania się nie doszło). Blisko współpracował z krakowskim „Życiem”, gdzie debiutował recenzjami powieści Wincentego hr. Łosia (1897, nr 1, s. 10). Wspólnie z Maciejem Szukiewiczem aktywnie uczestniczył w sprowadzeniu do Krakowa Stanisława Przybyszewskiego; uważanego w tamtym czasie za jeden z filarów cyganerii; przez jakiś czas pozostawał w jego otoczeniu. Po skandalu wywołanym w restauracji Rosenstocka, gdzie w dzień zabójstwa cesarzowej austriackiej Elżbiety (10 września 1898) wzniósł okrzyk „Vive l’anarchie!”, wyjechał na ponad rok do Monachium.
Wrócił do Krakowa w 1900 r. z zaawansowaną gruźlicą. Wyleczył się dzięki pobytowi w Meranie (dwukrotnie – zimą 1900/1901 i 1901/1902) oraz w Zakopanem. Tam zetknął się z jednym ze swych duchowych wzorców – bratem Albertem Adamem Chmielowskim. Za jednego z najdoskonalszych artystów uznawał Wyspiańskiego, o którym wypowiadał się zawsze w tonie najwyższej aprobaty (był on chyba jedynym artystą, o którym Nowaczyński nigdy nie wypowiedział się negatywnie).
Jako dramaturg debiutował Nowaczyński na scenie krakowskiej 18 października 1902 r., podczas wieczoru jubileuszowego Konopnickiej, przeróbką jej noweli Miłosierdzie gminy, wystawioną tutaj jako Miłosierdzie ludzkie. W 1903 w trakcie trwania tzw. kampanii antysienkiewiczowskiej opowiedział się po stronie Stanisława Brzozowskiego. W lutym i w marcu 1903 wspólnie z Brzozowskim prowadził akcję odczytową (m.in. w Warszawie i w Łodzi).

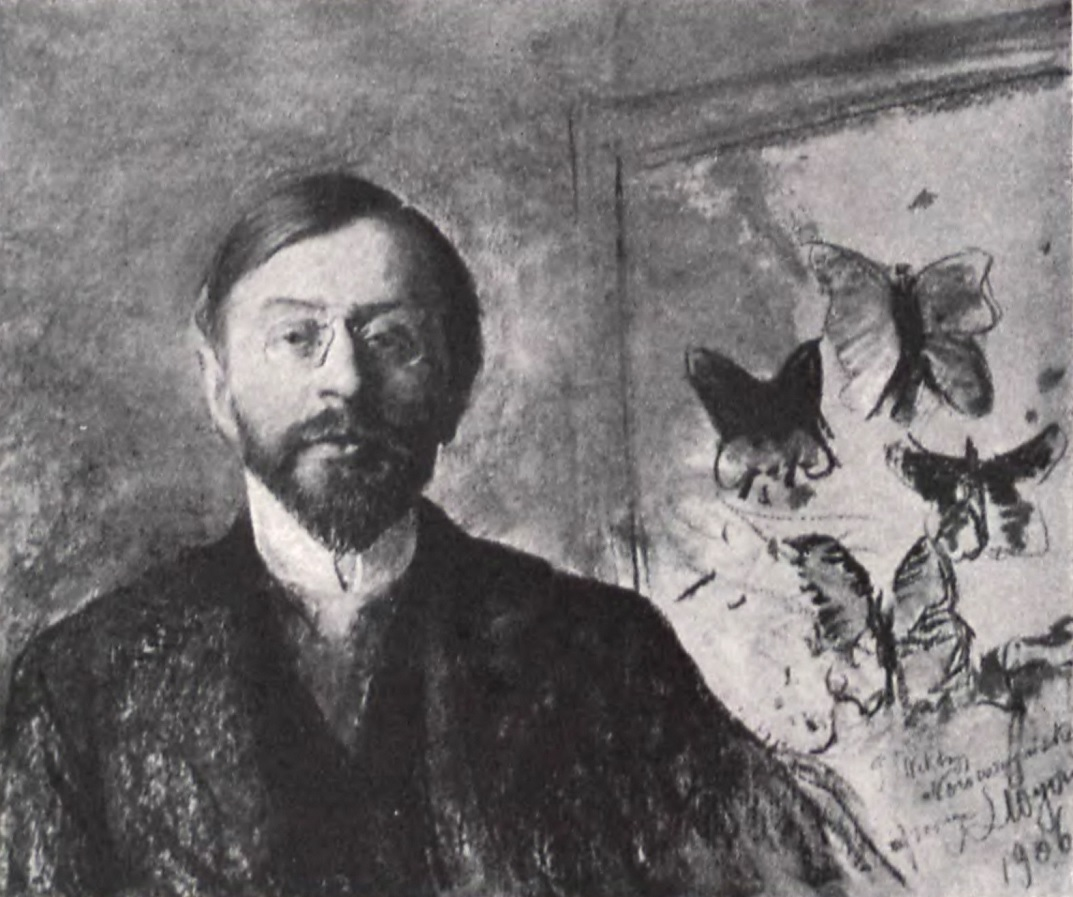
Portret Adolfa Nowaczyńskiego z 1906 roku (mal. Leon Wyczółkowski)

W 1904 przeprowadził się do Warszawy. Nie zerwał kontaktów z Krakowem, pojawiając się na premierach swoich sztuk i współpracując z kabaretem artystów Zielony Balonik (1905-1912) – jest autorem jednego z najciekawszych reportaży z kabaretu (Igraszki Zielonego Balonika, „Świat” 1909, nr 18, s. 9-11) – a jednocześnie z Figlikami Arnolda Szyfmana i z warszawskim kabaretem Momus. Po rewolucji 1905–1907 konsekwentnie zbliżał się do stanowisk pozytywistycznych, głosił program realizmu politycznego i etyzacji społeczeństwa. Od 1907 r. skłaniał się wyraźnie ku Narodowej Demokracji. W 1911 rozpoczął kampanię o przywrócenie czci i należnego miejsca w historii Aleksandrowi Świętochowskiemu. W 1913 został na krótko dyrektorem Teatru Rozmaitości. W czasie I wojny światowej znalazł się w 1 Pułku I Brygady Legionów Piłsudskiego. Przed zakończeniem wojny został osadzony w więzieniu (za rzekomą dezercję) i skazany na 8 miesięcy twierdzy; uwolnienie nastąpiło wskutek zakończenia wojny.
W Polsce niepodległej Nowaczyński prowadził wiele kampanii prasowych, zwalczając swoich przeciwników w pełnych niewybrednych inwektyw publikacjach. W 1920 jako pierwszy przedarł się na Kowieńszczyznę (udając niemowę); był obecny podczas rozmów Piłsudskiego z Wojciechowskim na Moście Poniatowskiego podczas zamachu majowego w 1926 r. Był członkiem Towarzystwa Literatów i Dziennikarzy Polskich. W 1931 otrzymał od prezydenta Czechosłowacji Tomasza Masaryka order Lwa Białego za szczególny wkład w rozwój stosunków polsko-czeskich. Wskutek radykalnych poglądów skierowanych przeciw Piłsudskiemu i jego obozowi był trzykrotnie ciężko pobity (w 1927, 1929 i 1931); w ostatnim przypadku stracił oko.
8 marca 1924 w lesie wawerskim pojedynkował się z ppłk. SG Zygmuntem Dzwonkowskim. Powodem był artykuł zamieszczony tydzień wcześniej w „Myśli Narodowej”, w którym jako znany z ciętego pióra i złośliwych epitetów dramatopisarz i kalamburzysta wypomniał „hauptmannowi von Dzwonkowskiemu”, że wysługiwał się Niemcom.
Nowaczyński interesował się kulturą Wielkopolski, która była dla niego przykładem praktycznego przełożenia idei pozytywistycznych. Zainteresowania te szczególnie uzewnętrzniły się w latach trzydziestych: dał im wyraz w książkach Warta nad Wartą (Poznań 1937) oraz Poznaj Poznań (Poznań 1939); był wtedy również stałym publicystą poznańskiego miesięcznika katolickiego „Tęcza”.
Już od lat 20. sympatyzował z faszyzmem. W 1922 roku pisał z entuzjazmem: „Początek dały Włochy. Reakcja Arjów zrodziła się w Genui […] Początek dały Włochy młode, dorastające, żołnierskie, entuzjastyczne! Giovinezza! Giovinezza! Początek dał on! Syn kowala spod Forli i jego drużyny w czarnych koszulach, chłopaki młode ze szkół, z uniwersytetów, z warsztatów, ze sklepów, studenty, akademiki, giovinezza, ale z inteligencji, z inteligencji”. Rok później pisał do Benito Mussoliniego: „Roma dała wzór Sarmacji, / Jak dać dojść do głosu nacji. / […] za Romy wzorem / Przybywaj kończyć kuracji / Na »czerwonkę« chorej nacji”.
W 1938 odbył podróż do Palestyny, z której opublikował cykl reportaży (na łamach „Kroniki Polski i Świata”). W swej publicystyce bardzo często wyrażał poglądy antysemickie. W 1939 roku jego teksty, publikowane w „Prosto z Mostu” były mocno antysemickie, zapowiadające wypędzenie Żydów oraz palenie książek żydowskich autorów.
Wiadomość o zbliżającej się wojnie zastała go u rodziny w Wojniłowie pod Kałuszem (w województwie stanisławowskim). Przyjechał do Warszawy, gdzie przeżył początek działań wojennych, lecz już 7 lub 8 września powrócił do Wojniłowa. Tam po 17 września został aresztowany przez NKWD, po czym wypuszczony przedostał się do Lwowa. Przez zieloną granicę ponownie wrócił do Warszawy (w październiku 1939), gdzie włączył się w prace Rady Głównej Opiekuńczej. Wraz z Władysławem Zyglarskim i Ferdynandem Goetlem tworzył tzw. „grubą trójkę” Komitetu Pomocy dla głodujących pisarzy. Podczas okupacji publikował w prasie podziemnej (najprawdopodobniej w redagowanym przez Goetla i Wilama Horzycę piśmie „Nurt”). Był dwukrotnie aresztowany przez Gestapo i osadzony na Pawiaku (we wrześniu 1940 i wrześniu 1942). Mimo to jego artykuł atakujący sanację wykorzystano w niemieckiej gadzinowej prasie podczas okupacji.
Ostatnie tygodnie życia spędził w Milanówku. Zmarł w szpitalu św. Rocha w Warszawie 3 lipca 1944. Został pochowany na Powązkach (kwatera 51-3-15/16) 6 lipca 1944.
Nowaczyński był dwukrotnie żonaty – z Wiktorią Gottowt (siostrą znanej aktorki dramatycznej Heleny Sulimy) oraz z Heleną Majewską primo voto Boniecką; z pierwszego małżeństwa miał córkę Marię (ur. 1 maja 1907).

## Twórczość

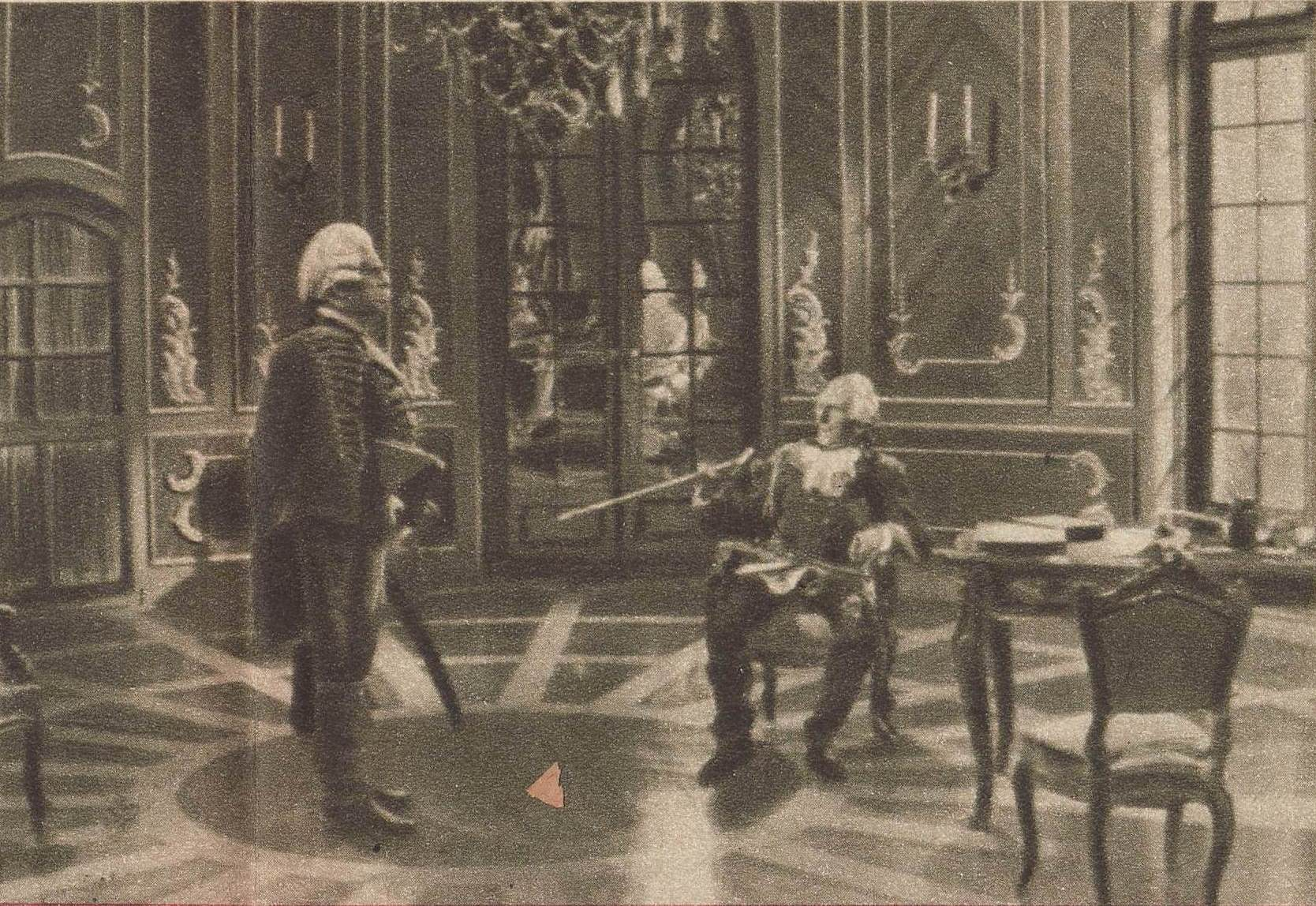
Scena ze sztuki Wielki Fryderyk

### Proza
- Małpie zwierciadło[9] (1902)
- Facecje sowizdrzalskie (1903)
- Skotopaski sowizdrzalskie[10] (1904)
- System doktora Caro. Utopia humorystyczna[11] (1927)

### Dramaty i komedie
- Smocze gniazdo[12] (1905)
- Wielki Fryderyk[13] (1910)
- Cyganeria Warszawska[14] (1912)
- Komendant Paryża (1926)
- Wiosna narodów[15] (1929)
- Komedia amerykańska[16] (1931)

### Pozostałe
- Studia i szkice[17] (1901)
- Wizerunek Mikołaja Reja z Nagłowic[18] (1905)
- Wczasy literackie[19] (1905)
- Figliki sowizdrzalskie (1909)
- Szkice literackie[20] (1918)
- Góry z piasku[21] (1922)
- Pamflety[22] (1930)
- Plewy i perły (1934)
- Słowa, słowa, słowa (1938)